# Confessionalismo
Il confessionalismo è un sistema di rapporti per cui lo Stato considera come propria una data religione e quindi non solo tende ad uniformare le proprie istituzioni ai principi morali di questa, ma si interessa della loro regolamentazione, quando addirittura non assuma in proprio la cura dei medesimi.
Il confessionalismo è un sistema politico che rappresenta l'opposto della laicità ed in cui l'appartenenza religiosa di un individuo determina diritti, doveri e ruoli nella società. Più in particolare attualmente si indica con confessionalismo quel sistema politico in cui gli appartenenti ad una certa religione sono avvantaggiati rispetto ad altri.
Quando questo avviene in forma ufficiale ed istituzionale, si parla di "confessionalismo manifesto".
Quando invece l'attività del confessionalismo si estrinseca attraverso vie non ufficiali, si parla di "confessionalismo implicito" o "mascherato".
Un esempio di "confessionalismo manifesto" è il Libano, In seguito all'entrata in vigore del Patto Nazionale nel 1943 e la fine della guerra civile con gli Accordi di Ta'if nel 1989, le cariche politiche del paese sono assegnate in base alla religione di chi le ricopre: il primo ministro è sunnita, il presidente della repubblica è cristiano maronita mentre il presidente del parlamento è sciita.
In diversi contesti il confessionalismo viene confuso con il relativamente più elitario (riferito all'élite Clero) e multiforme clericalismo, e gli stessi laici che si oppongono al confessionalismo (spesso definiti artificiosamente laicisti dagli stessi confessionalisti) vengono erroneamente confusi con gli anticlericali.